# Jakub Hluchý
Jakub Hluchý (15. dubna 1894 Moravská Nová Ves – 24. srpna 1958 Bratislava) byl československý důstojník a protifašistický bojovník.

## Životopis
Narodil se do rodiny Cyrila Hluchého a jeho manželky Veroniky, rozené Matouškové. Studoval na gymnáziu v Hodoníně, roku 1926 absolvoval Vojenskou akademii v Hranicích. V říjnu roku 1927 se oženil s Annou Zugárkovou. Od roku 1921 byl důstojníkem z povolání, 1949 plukovníkem Československé lidové armády. Jako československý vlastenec po napadení SSSR Německem založil v Banské Bystrici, kde působil na Velitelství pozemního vojska, odbojovou protifašistickou organizaci důstojníků Victoire (26. ledna 1941 – 28. srpna 1944). Zúčastnil se na přípravách Slovenského národního povstání v armádě, byl velitelem dělostřelectva a přednostou zbrojní správy 1. čs. armády v Banské Bystrici (1944). Vězněn v Banské Bystrici (6. ledna 1945 – 23. února 1945). Autor memoárových článků s problematikou protifašistického boje.

## Ocenění
- Roku 1945 vyznamenán  Československou medailí za zásluhy I. stupně
- 1946  Řádem SNP I. třídy
medailí  Za chrabrost před nepřítelem